# Differential Privacy
Differential Privacy (englisch für ‚differentielle Privatsphäre‘) hat das Ziel, die Genauigkeit von Antworten zu Anfragen an Datenbanken zu maximieren, unter Minimierung der Wahrscheinlichkeit, die zur Beantwortung verwendeten Datensätze identifizieren zu können.
Der Begriff fällt in den Bereich des sicheren, die Privatsphäre erhaltenden Veröffentlichens von sensiblen Informationen.
Mechanismen, die Differential Privacy erfüllen, verhindern, dass Angreifer unterscheiden können, ob eine bestimmte Person in einer Datenbank enthalten ist oder nicht.
2017 erhielten Cynthia Dwork, Frank McSherry, Kobbi Nissim und Adam Davison Smith den Gödel-Preis und 2021 Avrim Blum, Irit Dinur, Cynthia Dwork, Frank McSherry,  Adam Davison Smith und Kobbi Nissim den Paris-Kanellakis-Preis für die Entwicklung von Differential Privacy.

## Situation
Man verwendet Differential Privacy im Kontext des Veröffentlichens von empfindlichen Informationen.
Dabei möchte man zum einen allgemeine, statistische Informationen zugänglich machen, aber gleichzeitig die Privatsphäre einzelner Teilnehmer wahren.
Ein vorstellbares Szenario ist das Veröffentlichen von Patientendaten eines Krankenhauses, um Forschern zu ermöglichen, statistische Zusammenhänge aufzudecken. Dabei ist es notwendig, die Daten so zu bearbeiten, dass die einzelnen Patienten nicht identifizierbar sind. Für die Forschungszwecke ist es ausreichend, dass die statistischen Verteilungen in den veröffentlichten Daten denen der echten Daten entsprechen. Es spielt keine Rolle, ob einzelne Eigenschaften, wie etwa die Namen der Patienten, verändert wurden.

## Motivation
Mit dem Aufkommen von Online Outsourcing und Cloud-Computing nimmt auch die Sensibilität für den Datenschutz in diesem Kontext zu. Die Kostenreduzierung und die Leistungssteigerung, die man sich vom Nutzen der neuen Technologien verspricht, gehen einher mit dem Verlust der Kontrolle über die Daten.
Während mit der Verschlüsselung ein Instrument etabliert ist, mit dem man Datenschutz effektiv gewährleisten kann, so wird dadurch auch die Verarbeitbarkeit der Daten eingeschränkt. Um auf verschlüsselten Daten Operationen auszuführen, werden wesentlich komplexere Algorithmen benötigt, die mit entsprechendem Zeitaufwand verbunden sind. Außerdem verhindert der Einsatz von Verschlüsselung eine uneingeschränkte Veröffentlichung.
Daher sucht man nach Verfahren, mit denen man Informationen unter Wahrung der Privatsphäre veröffentlichen kann, ohne die Daten
zu verschlüsseln.
Differential Privacy verfolgt hierbei den Ansatz, Daten mit Rauschen zu versehen, um eindeutige Aussagen über bestimmte Eigenschaften der Daten unmöglich zu machen.

## Epsilon-Differential Privacy
Der ursprüngliche Begriff für Differential Privacy nutzt einen zentralen Parameter {\displaystyle \varepsilon }, um ein Maß für die Wahrung der Privatsphäre zu ermöglichen.

### Definition
Eine (vektorielle) Zufallsvariable {\displaystyle \kappa } erfüllt {\displaystyle \varepsilon }-Differential Privacy, falls für alle Datensätze {\displaystyle D_{1}} und {\displaystyle D_{2}}, die sich in höchstens einem Eintrag unterscheiden, und alle {\displaystyle S\subseteq Range(\kappa )} gilt:
{\displaystyle \Pr[\kappa (D_{1})\in S]\leq e^{\varepsilon }\Pr[\kappa (D_{2})\in S]}.

### Mechanismen
Es gibt unterschiedliche Ansätze, die Forderungen von Differential Privacy in Mechanismen umzusetzen.
Durch das Hinzufügen von Rauschen zu einem gegebenen Datensatz ist es möglich, die gewünschten Eigenschaften zu erhalten. Rauschen kann hierbei durch die Generierung neuer Einträge erreicht werden. Diese neuen Einträge, auch Dummys genannt, müssen gegenüber den ursprünglichen Daten ununterscheidbar sein, um den Anforderungen von Differential Privacy gerecht zu werden.

### Schwächen
{\displaystyle \varepsilon }-Differential Privacy stellt hohe Anforderungen an Mechanismen, wodurch die Ergebnisse zum Teil stark an Nutzen verlieren. Wird zu viel Rauschen generiert und ist dieses zu unterschiedlich von den Ursprungsdaten, so wird der Informationsgehalt sehr eingeschränkt.

## Epsilon-Delta-Differential Privacy
Da {\displaystyle \varepsilon }-Differential Privacy gewisse Einschränkungen bezüglich der Anwendbarkeit vorweist, entstand die Erweiterung {\displaystyle (\varepsilon ,\delta )}-Differential Privacy. Dieser Begriff erlaubt, dass Voraussetzungen bis zu einem gewissen Grad unerfüllt bleiben.

### Definition
Für einen gegebenen randomisierten Mechanismus {\displaystyle M:D\rightarrow {\mathcal {R}}} sagt man, dass M {\displaystyle (\varepsilon ,\delta )}-Differential Privacy erfüllt, falls für alle {\displaystyle D_{1},D_{2}\in D} mit {\displaystyle |D_{1}\triangle D_{2}|=1} und {\displaystyle R\subseteq {\mathcal {R}}} die folgende Gleichung gilt: {\displaystyle \Pr[M(D_{1})\in R]\leq e^{\varepsilon }\Pr[M(D_{2})\in R]+\delta }.

### Probabilistische Definition
Für einen gegebenen randomisierten Mechanismus {\displaystyle M:D\rightarrow {\mathcal {R}}} und Konstanten {\displaystyle \varepsilon >0}, {\displaystyle 0<\delta <1} sagt man, dass M {\displaystyle (\varepsilon ,\delta )}-Probabilistic Differential Privacy erfüllt, falls man für alle {\displaystyle D_{1}\in D} den Wertebereich {\displaystyle {\mathcal {R}}} in zwei Mengen {\displaystyle R,R'\subseteq {\mathcal {R}}} unterteilen kann, sodass {\displaystyle \Pr[M(D_{1})\in R']\leq \delta }, und für alle {\displaystyle D_{2}\in D}, so dass {\displaystyle |D_{1}\triangle D_{2}|=1}, und für alle {\displaystyle R\subseteq {\mathcal {R}}} die folgende Gleichung gilt: {\displaystyle \Pr[M(D_{1})\in R]\leq e^{\varepsilon }\Pr[M(D_{2})\in R]}.

### Unterschiede zu Epsilon-Differential Privacy
{\displaystyle \varepsilon }-Differential Privacy wurde um den Parameter {\displaystyle \delta } erweitert. Damit ist es dem Mechanismus erlaubt, die Anforderungen bis zu einem gewissen Grad zu verletzen, der durch {\displaystyle \delta } bestimmt ist.

## Zusammensetzbarkeit
Differential Privacy besitzt die Eigenschaft der Zusammensetzbarkeit.
Wird ein Differential-Privacy-Mechanismus mit gegebenem {\displaystyle \varepsilon } eine Reihe von {\displaystyle t} mal nacheinander ausgeführt, und verwendet der Mechanismus für jede Verarbeitung eine unabhängige Zufallsquelle, so ergibt sich schließlich ein Ergebnis, das {\displaystyle t\varepsilon } Differential Privacy aufweist.

## Computational Differential Privacy
Differential Privacy ist ein statischer Begriff, welcher keine formellen Einschränkungen für die Mächtigkeit von Angreifern verlangt.
Für die Anwendung in der Praxis jedoch ist es sinnvoll, gewisse Einschränkungen vorzunehmen.
Etwa setzt die Verwendung von Verschlüsselung voraus, dass ein Angreifer nicht durch simples Anwenden von Versuch und Irrtum den privaten Schlüssel herausfinden kann.
Grundsätzlich gibt es zwei Arten, Computational Differential Privacy (CDP) zu erreichen.
Zum einen ist es ausreichend, einfach die bestehende Definition von Differential Privacy um eine Beschränkung von Angreifern zu erweitern. Dieser Ansatz wird IND-CDP genannt.
Daneben existiert auch der Begriff SIM-CDP, der eine Simulation der Sicht des Angreifers zugrunde legt.